# Slovenska republička nogometna liga 1946./47.
Slovenska republička nogometna liga u sezoni 1946./47. bilo je drugo izdanje prvenstva Narodne Republike Slovenije. Ove sezone predstavljala je drugi rang jugoslavenskog nogometnog sustava.
Prvenstvo je započelo s 14 momčadi u kolovozu 1946. Prva polovica sezone završila je kao i očekivano. Tijekom zimske pauze, veliki broj spajanja poremetio je redoslijed. S obzirom na potrebu da se prvenstvo završi do 1. svibnja (zbog Kvalifikacijskog kupa Federacije 1947.), slovenski savez odlučio je da u proljetnom dijelu sezone igraju prvih 6 od 11 momčadi jesenskog dijela sezone.

## Jesenski dio
Prvenstvo je počelo s 14 klubova i poslije jesenskog dijela tablica je ovako izgledala:

### Ljestvica
| mj.    | klub                   | ut. | pob. | ner. | por. | gol+ | gol- | kvoc  | bod |
| ------ | ---------------------- | --- | ---- | ---- | ---- | ---- | ---- | ----- | --- |
| 1.     | Železničar Ljubljana   | 13  | 10   | 1    | 2    | 40   | 12   | 3,333 | 21  |
| 2.     | Svoboda Ljubljana      | 13  | 9    | 1    | 3    | 41   | 15   | 2,733 | 19  |
| 3.     | Rudar Trbovlje         | 13  | 7    | 4    | 2    | 31   | 13   | 2,384 | 18  |
| 4.     | Železničar Maribor     | 13  | 7    | 2    | 4    | 43   | 24   | 1,791 | 16  |
| 5.     | Celje                  | 13  | 7    | 2    | 4    | 34   | 28   | 1,214 | 16  |
| 6.     | Krim Ljubljana         | 13  | 7    | 1    | 5    | 39   | 27   | 1,444 | 15  |
| 7.     | Polet Maribor          | 13  | 7    | 1    | 5    | 33   | 25   | 1,320 | 15  |
| 8.     | Kranj                  | 13  | 7    | 1    | 5    | 34   | 32   | 1,062 | 15  |
| 9.     | Jože Gregorič Jesenice | 13  | 7    | 0    | 6    | 30   | 26   | 1,153 | 14  |
| 10.    | Borec Ljubljana        | 13  | 5    | 2    | 6    | 20   | 21   | 0,952 | 12  |
| 11.    | Olimp Celje            | 13  | 4    | 3    | 6    | 30   | 27   | 1,111 | 11  |
| 12.    | Sobota                 | 13  | 2    | 1    | 10   | 18   | 35   | 0,514 | 5   |
| 13.    | Edinost Ljubljana      | 14  | 1    | 2    | 11   | 6    | 65   | 0,092 | 4   |
| 14.    | Novo Mesto             | 14  | 0    | 3    | 11   | 9    | 58   | 0,155 | 3   |
|        |                        |     |      |      |      |      |      |       |     |
| Izvori |                        |     |      |      |      |      |      |       |     |

### Rezultati
25. 8. 1946. Borec – Olimp 1:0, Svoboda – Maribor 0:2, Celje – Krim 3:3, Železničar (Mb) – Rudar 1:3 

1. 9. 1946. Borec – Železničar (Mb) 1:0, Krim – Kranj 5:1, Olimp – Železničar (Lj) 1:0, Rudar – Gregorčič 3:1, Maribor – Celje 5:1, Sobota – Svoboda 3:1

8. 9. 1946. Železničar (Lj) – Borec 1:0, Olimp – Krim 2:3, Železničar (Mb) – Gregorčič 4:2, Rudar – Svoboda 2:3, Kranj – Maribor 3 – 2, Sobota – Celje 2:3, Edinost – Novo Mesto 1:1

15. 9. 1946. Celje – Rudar 1:3, Maribor – Olimp 2:2, Železničar (Mb) – Svoboda 2:2, Gregorčič – Borec 3:0, Sobota – Kranj 0:2, Novo Mesto – Edinost 3:3

22. 9. 1946. Krim – Novo Mesto 10:0, Svoboda – Celje 4:1, Olimp – Sobota 6:1, Kranj – Gregorčič 3:2, Rudar – Edinost 6:0

27. 9. 1946. Krim – Železničar (Lj) 4:3

29. 9. 1946. Rudar – Olimp 2:2, Železničar (Mb) – Edinost 10:0, Celje – Novo Mesto 6:0

6. 10. 1946. Svoboda – Borec 2:4, Gregorčič – Edinost 1:0, Sobota – Krim 2:5, Novo Mesto – Maribor 1:5

10. 10. 1946. Železničar – Edinost 3:0 (otkazan) 

13. 10. 1946. Krim – Rudar 1:2, Svoboda – Edinost 5:0, Celje – Borec 4:2, Polet – Sobota 1:3, Železničar (Mb) – Železničar (Lj) 4:3, Gregorčič – Olimp 5:3, Novo Mesto – Kranj 2:9

20. 10. 1946. Borec – Kranj 1:0, Svoboda – Olimp 2:1, Železničar (Lj) – Gregorčič 5:0, Krim – Železničar (Mb) 1:4, Novo Mesto – Sobota 1:1, Celje – Edinost 5:0, Polet – Rudar 2:1

30. 10. 1946. Železničar (Lj) – Edinost 9:0

3. 11. 1946. Krim – Gregorčič 0:2, Železničar (Lj) – Svoboda 1:0, Železničar (Mb) – Polet 3:2, Olimp – Celje 0:0, Sobota – Rudar 0:5, Novo Mesto – Borec 1:6, Kranj – Edinost 4:2

10. 11. 1946. Krim – Svoboda 1:4, Edinost – Borec 1:0, Novo Mesto – Rudar 0:2, Kranj – Olimp 7:2, Polet – Gregorčič 1:2, Celje – Železničar (Lj) 0:4, Sobota – Železničar (Mb) 1:1

17. 11. 1946. Borec – Krim 1:3, Svoboda – Gregorčič 4:0, Železničar (Lj) – Polet 4:2, Olimp – Novo Mesto 4:1, Železničar (Mb) – Celje 7:2, Sobota – Edinost 9:0, Kranj – Rudar 0:0

24. 11. 1946. Železničar (Lj) – Rudar 1:1, Edinost – Olimp 1:6, Krim – Polet 0:3, Celje – Kranj 1:0, Sobota – Borec 0:0, Novo Mesto – Železničar (Mb) 0:3 (pff)

1. 12. 1946. Železničar (Lj) – Sobota 2:1, Krim – Edinost 3:0, Borec – Polet 3:5, Celje – Gregorčič 3:2

8. 12. 1946. Svoboda – Kranj 9:0, Borec – Rudar 1:1, Železničar (Mb) – Olimp 1:2, Polet – Edinost 3:0 (pff), Železničar (Lj) – Novo Mesto 3:0 (pff)

## Proljetni dio
- Pred proljetni dio došlo je do fuzija sljedećih klubova:
  - Železničar, Partizan i Bratstvo u Triglav (Ljubljana)
  - Borec, Svoboda i Udarnik u Enotnost (Ljubljana)
  - Krim i Edinost u Krim (Ljubljana)
  - Olimp i Celje u Kladivar (Celje)

Da bi prvenstvo moglo završiti do svibnja, odlučeno je da prvih 6 od 11 klubova jesenskog dijela sezone čine finalnu grupu i da odigraju 5 kola proljetnog dijela prvenstva (uz prenošenje salda iz jesenskog dijela).

Napomena: Železničar (Maribor) je u znak protesta predao sve proljetne utakmice (igrao je prijateljske utakmice s 15 minuta kašnjenja u odnosu na zakazane službene utakmice).

### Ljestvica
| mj.                                                                             | klub               | ut. | pob. | ner. | por. | gol+ | gol- | kvoc  | bod |
| ------------------------------------------------------------------------------- | ------------------ | --- | ---- | ---- | ---- | ---- | ---- | ----- | --- |
| 1.                                                                              | Enotnost Ljubljana | 18  | 13   | 1    | 4    | 56   | 18   | 3,111 | 27  |
| 2.                                                                              | Triglav Ljubljana  | 18  | 12   | 2    | 4    | 52   | 20   | 2,600 | 26  |
| 3.                                                                              | Kladivar Celje     | 18  | 12   | 2    | 4    | 45   | 28   | 1,607 | 26  |
| 4.                                                                              | Rudar Trbovlje     | 18  | 9    | 5    | 4    | 40   | 20   | 2,000 | 23  |
| 5.                                                                              | Krim Ljubljana     | 18  | 8    | 1    | 9    | 46   | 48   | 0,958 | 17  |
| 6.                                                                              | Železničar Maribor | 18  | 7    | 2    | 9    | 43   | 39   | 1,102 | 16  |
| Ostali klubovi trebali su formirati drugu grupu, ali ta na kraju nije ni igrana |                    |     |      |      |      |      |      |       |     |
| Izvori                                                                          |                    |     |      |      |      |      |      |       |     |

- Enotnost (Ljubljana) i Triglav (Ljubljana) sudjelovali su u Saveznom kvalifikacijskom kupu 1947. te u kvalifikacijama za formiranje Druge savezne lige 1947./48.

### Rezultati
30. 3. 1947. Enotnost – Rudar 2:1, Triglav – Krim 7:2, Kladivar – Železničar (Mb) 3:0 (pff)

6. 4. 1947. Triglav – Kladivar 0:2, Rudar – Krim 3:1, Enotnost – Železničar (Mb) 3:0 (pff)

13. 4. 1947. Krim – Kladivar 0:3, Enotnost – Triglav 2:0, Rudar – Železničar (Mb) 3:0 (pff)

20. 4. 1947. Enotnost – Krim 8:1, Rudar – Kladivar 0:2, Triglav – Železničar (Mb) 3:0 (pff)

27. 4. 1947. Kladivar – Enotnost 1:0, Rudar – Triglav 2:2, Krim – Železničar (Mb) 3:0 (pff)

## Kvalifikacije za popunu 1. savezne lige
Utakmice su igrane po dvostrukom kup-sistemu (obavezno su u prvom kolu igrali timovi iz iste republike) od 11. svibnja do 21. lipnja 1947. godine:
| Osmina finala      | Osmina finala | Osmina finala     | 11. svibnja 1947. | 18. svibnja 1947. |           |
| ------------------ | ------------- | ----------------- | ----------------- | ----------------- | --------- |
| Enotnost Ljubljana | –             | Triglav Ljubljana | 2:1               | 1:2               | treća 3:1 |
| Četvrtfinale       | Četvrtfinale  | Četvrtfinale      | 25. svibnja 1947. | 1. lipnja 1947.   |           |
| Enotnost Ljubljana | –             | Metalac Zagreb    | 0:4               | 0:1               |           |

Enotnost nije uspjela izboriti plasman u Prvu saveznu ligu 1947./48., ali su kao prvaci Slovenije primljeni u Drugu saveznu ligu 1947./48., dok je Slovenska liga postala treći rang.

## Poveznice
- Slovenska republička liga
- Nogometno prvenstvo Jugoslavije – 2. ligaški rang 1946./47.
- Savezni kvalifikacijski kup 1947.

## Vanjske poveznice
- RSSSF - Slovenia - List of Final Tables 1946-1998
- sportnet.hr - stare lige
- Razvoj nogometa v Sloveniji med ljeti 1945 - 1950
- Zbornik Medobčinske nogometne zveze Ljubljana 1920–2020